# Liste der Biografien/Grum
Liste der Biografien |
Portal Biografien |
Personensuche
# |
A |
B |
C |
D |
E |
F |
G |
H |
I |
J |
K |
L |
M |
N |
O |
P |
Q |
R |
S |
T |
U |
V |
W |
X |
Y |
Z |
?
 
Ga |
Gb |
Gc |
Gd |
Ge |
Gf |
Gh |
Gi |
Gj |
Gk |
Gl |
Gm |
Gn |
Go |
Gp |
Gq |
Gr |
Gs |
Gu |
Gv |
Gw |
Gy |
Gz
 
Gra |
Grb–Grd |
Gre |
Grg |
Gri |
Grj |
Grk |
Grl |
Grm |
Gro |
Grs |
Gru |
Gry |
Grz
 
Grua |
Grub |
Gruc |
Grud |
Grue |
Gruf |
Grug |
Gruh |
Grui |
Gruj |
Grul |
Grum |
Grun |
Gruo |
Grup |
Grus |
Grut |
Gruv |
Gruw |
Gruy |
Gruz
Die Liste der Biografien führt alle Personen auf, die in der deutschsprachigen Wikipedia einen Artikel haben. Dieses ist eine Teilliste mit 69 Einträgen von Personen, deren Namen mit den Buchstaben „Grum“ beginnt.

## Grum
- Grum (* 1986), britischer Electro-Musiker
- Grum, Slavko (1901–1949), slowenischer Dramatiker und Prosaist
- Grum-Grschimailo, Grigori Jefimowitsch (1860–1936), russischer Geograph, Zoologe und Forschungsreisender
- Grum-Grschimailo, Wladimir Jefimowitsch (1864–1928), russischer Metallurg und Hochschullehrer

### Gruma
- Grumach, Ernst (1902–1967), deutscher Philologe und Literaturwissenschaftler
- Grumadas, Arūnas (* 1951), litauischer Politiker, Bürgermeister der litauischen Hauptstadt Vilnius, Parlamentarier
- Grumann, Anton (1881–1937), römisch-katholischer Oberpfarrer, Schriftsteller und Übersetzer
- Grumann, Marvin (* 1993), deutscher Fußballspieler

### Grumb
- Grumbach, André, deutscher American-Football-Spieler
- Grumbach, Argula von, deutsche ReformatorinArgula von Grumbach

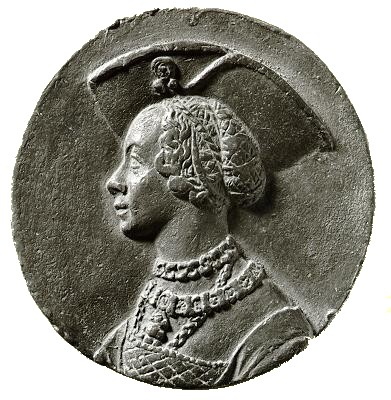
Argula von Grumbach

- Grumbach, David (* 1976), französischer Filmproduzent
- Grumbach, Detlef (* 1955), deutscher Journalist, Verleger und Buchautor
- Grumbach, Doris (1918–2022), US-amerikanische Schriftstellerin und Dichterin
- Grumbach, Gernot (* 1952), deutscher Politiker (SPD), MdL
- Grumbach, Johann III. von († 1466), Fürstbischof von Würzburg
- Grumbach, Karl Heinrich (* 1790), deutscher lutherischer Theologe, Pädagoge und Schriftsteller
- Grumbach, Lutz (* 1941), deutscher Grafikdesigner, Grafiker und Ausstellungsgestalter
- Grumbach, Robert (1875–1960), jüdischer Rechtsanwalt und Politiker
- Grumbach, Salomon (1884–1952), deutsch-französischer Politiker, Mitglied der Nationalversammlung und Journalist
- Grumbach, Theo (1924–2000), deutscher Maler und Zeichner
- Grumbach, Wilhelm von (1503–1567), Ritter und Abenteurer
- Grumbates, König der Chioniten
- Grumberg, Jean-Claude (* 1939), französischer Schriftsteller, Drehbuchautor und Schauspieler
- Grumberg, Orna (* 1952), israelische Computerwissenschaftlerin und Informatik-Professorin
- Grumbinas, Alfonsas (1943–2018), litauischer Rugby-Spieler und Schiedsrichter
- Grümbke, Johann Jacob (1771–1849), deutscher Heimatforscher auf Rügen
- Grumbkow, Benno von (1854–1914), preußischer Generalleutnant
- Grumbkow, Clemens von (* 1983), deutscher Rugby-Union-Spieler
- Grumbkow, Friedrich Ludwig von (1683–1745), polnisch-sächsischer Generalleutnant
- Grumbkow, Friedrich Wilhelm von (1678–1739), preußischer Generalfeldmarschall und StaatsmannFriedrich Wilhelm von Grumbkow (1678–1739)

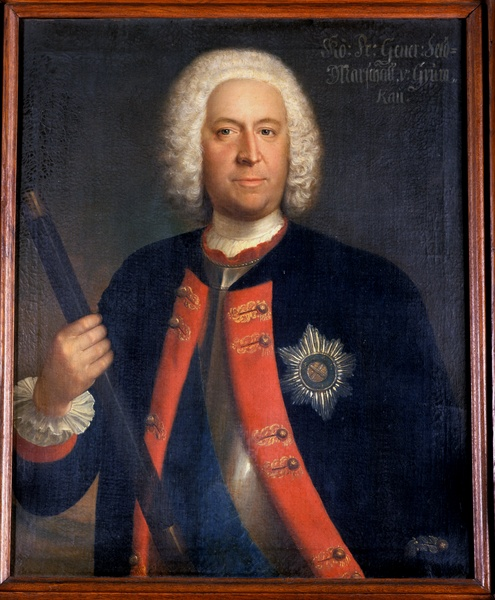
Friedrich Wilhelm von Grumbkow (1678–1739)

- Grumbkow, Ina von (1872–1942), deutsche Abenteurerin und Autorin
- Grumbkow, Joachim Ernst von (1637–1690), kurfürstlich brandenburgischer Minister, Generalkriegskommissar und Oberhofmarschall
- Grumbkow, Philipp Otto von (1684–1752), preußischer Staatsmann in Pommern
- Grumbkow, Philipp Wilhelm von (1711–1778), preußischer Generalmajor, Ritter des Johanniter-Ordens sowie Schlossgesessener zu Lupow, Runow und Wangersky
- Grumbkow, Viktor von (1849–1901), preußischer Generalmajor, osmanischer Generalleutnant sowie Generaladjutant von Sultan Abdülhamid II.
- Grumbkow, Waldemar von (1888–1959), deutscher Jurist und Schriftsteller
- Grumbrecht, Alfred (1888–1949), deutscher Bergingenieur und Hochschullehrer
- Grumbrecht, August (1811–1883), deutscher Politiker (NLP), MdR
- Grumbt, Ernst (1840–1917), deutscher Kaufmann, Unternehmer und Politiker, MdR

### Grume
- Grumellon, Jean (1923–1991), französischer Fußballspieler
- Grumer, Karl-Eberhard (* 1929), deutscher Offizier
- Grumet-Morris, Dov (* 1982), US-amerikanischer Eishockeytorwart

### Grumi
- Grumiaux, Arthur (1921–1986), belgischer ViolinistArthur Grumiaux (1921–1986)

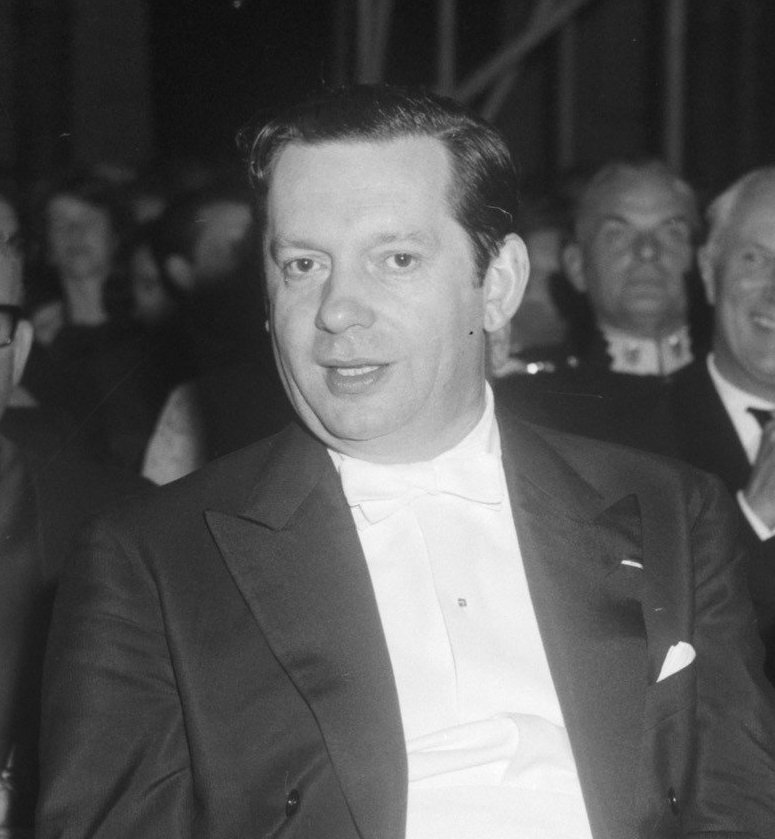
Arthur Grumiaux (1921–1986)

- Grumiaux, Émile (1861–1932), französischer Bogenschütze
- Grumier, Gauthier (* 1984), französischer Degenfechter

### Grumk
- Grumke, Thomas (* 1970), deutscher Politikwissenschaftler, Publizist und Autor

### Gruml
- Grumley, Michael (1942–1988), US-amerikanischer Autor

### Grumm
- Grumman, Bob (1941–2015), US-amerikanischer Dichter und Kolumnist
- Grumman, Leroy (1895–1982), US-amerikanischer Konstrukteur und Flugzeugbauer
- Grümme, Bernhard (* 1962), deutscher römisch-katholischer Theologe
- Grumme, Ferdinand (1829–1900), schwedisch-deutscher Seifen- und Parfümeriefabrikant
- Grumme, Thomas (1939–2007), deutscher Neurochirurg
- Grumme-Douglas, Ferdinand von (1860–1937), deutscher Konteradmiral und Politiker
- Grümmer, Elisabeth (1911–1986), deutsche Opernsängerin (Sopran)
- Grümmer, Gerhard (1926–1995), deutscher Biologe und Schriftsteller
- Grümmer, Judith (* 1958), deutsche Rundfunkjournalistin und Autorin
- Grümmer, Jürgen Hans (1935–2008), deutscher Bildhauer und Maler
- Grümmer, Mikesch van (1950–2006), deutscher Jazzpianist und Komponist
- Grümmer, Paul (1879–1965), deutscher Cellist
- Grümmer, Thorsten (* 1965), deutscher Fußballspieler
- Grummett, Tom, kanadischer Comiczeichner
- Grummond, Nancy de (* 1940), US-amerikanische Klassische Archäologin
- Grummt, Ingrid (* 1943), deutsche Zell- und Molekularbiologin
- Grummt, Steffen (* 1959), deutscher Leichtathlet und Bobfahrer
- Grummt, Wolfgang (1932–2013), deutscher Ornithologe, Tiergartenbiologe und Naturschützer

### Grump
- Grumpelt, Harry (1885–1973), US-amerikanischer Hochspringer
- Grumpelt, Karl (1920–1998), deutscher Museumsleiter und Ehrenbürger in Pirna

### Grums
- Grumser, Josef (1934–2017), österreichischer Boxer
- Grumser, Thomas (* 1979), österreichischer Fußballspieler und -trainer